# Las benévolas (novela)
Las benévolas (Les Bienveillantes) es una novela de ficción histórica escrita en francés por el estadounidense Jonathan Littell. Narra la vida de un exoficial de las SS alemanas que colaboró en matanzas durante el Holocausto. El libro ha sido galardonado con dos de los más prestigiosos premios literarios franceses: el Grand Prix du roman de l’Académie française y el Prix Goncourt el 2006. Las benévolas es la primera novela escrita en francés por Jonathan Littell, que ya había publicado con anterioridad un libro de ciencia ficción titulado Bad Voltage, en 1989.

## Trasfondo
El título Las benévolas hace referencia a la trilogía de la Antigua Grecia Orestíada, escrita por Esquilo. Las Erinias o Euménides (del griego antiguo Εύμενίδες, ‘benévolas’), llamadas más tarde Furias por la mitología latina, eran la personificación femenina de la venganza, diosas que perseguían y atormentaban a aquellos que asesinaban a un progenitor. En las tragedias de Esquilo, Orestes, que mató a su madre Clitemnestra para vengar el asesinato de su padre Agamenón, es perseguido por estas criaturas. La diosa Atenea interviene instaurando un tribunal para juzgar el caso de las Furias contra Orestes. Este sale absuelto, y Atenea logra que las Erinias acepten el veredicto y que se transformen en las más amadas de los Dioses, y que muestren y compartan justa misericordia y gratitud. Las Furias aceptan el pacto y adoptan el nombre de Benévolas.
Cuando se le preguntó el motivo que le impulsó a escribir un libro como Las benévolas, Jonathan Littell evoca una foto paralizadora que descubrió en 1989 de una partisana soviética, Zoya Kosmodemyanskaya, que fue ahorcada por los nazis. Según él mismo añade, vio en 1992 la película Shoah de Claude Lanzmann, de la cual le causó especial impresión el aspecto burocrático del proceso del genocidio que expone Raul Hilberg. En 2001, decidió abandonar su trabajo en 'Action Against Hunger' y empezar una investigación que duró dieciocho meses, y que le llevaría por Alemania, el Cáucaso, Ucrania, Rusia y Holanda. Leyó cerca de doscientos libros sobre la Alemania nazi, el Frente del Este, los Juicios de Núremberg y el proceso del genocidio. Además, Littell estudió la literatura y las películas de archivo de la Segunda Guerra Mundial y de los juicios posteriores al fin de ésta. El autor trabajó en la novela durante cinco años.
El escritor dice que quiso centrarse en el pensamiento de un asesino y en los orígenes del democidio o asesinato de Estado, mostrando en la novela cómo podemos tomar decisiones que conduzcan, o no, a un genocidio. Littell también explica que sentó las bases del protagonista Max Aue, imaginando cómo se habría comportado él mismo si hubiera nacido en la Alemania nazi. Otro aspecto que mantuvo a Littell interesado en estos mismos aspectos fue la guerra de Vietnam cuando era niño. Según él mismo dijo: “Mi terror de infancia era ser seleccionado para ser enviado a Vietnam y que me hicieran matar mujeres y niños que no me habían hecho nada a mí.”

## Resumen del argumento
El libro es una autobiografía ficticia que describe la vida de Maximilian Aue, un exoficial de las SS que décadas después narra la historia de una parte crucial de su vida: cuando fue un miembro activo de las fuerzas del Tercer Reich. En la novela, Aue acepta su responsabilidad por su participación en las masacres de judíos, pero la mayor parte del tiempo se siente más un observador que un participante.
Las benévolas está dividido en siete capítulos, cada uno con el nombre de una danza barroca, siguiendo la secuencia de la Suite de Bach. La narrativa de cada capítulo está influida por el ritmo de cada danza.
«Tocata» 
En este primer capítulo, el narrador es introducido al lector y le descubre cómo terminó en Francia. Es el director de una fábrica de encaje, tiene mujer, hijos y nietos, a pesar de que no mantiene un afecto real hacia ellos y sigue con sus encuentros homosexuales en los viajes de negocios. Habla de un amor incestuoso que más tarde sabremos que dirige hacia su hermana gemela. Explica que se ha decidido a escribir acerca de sus experiencias durante la guerra por su propio beneficio y no como intento de justificarse a sí mismo, e insiste en que se cogió a tantos hombres buenos como malos para formar las SS. Cierra la introducción diciendo: “Vivo, hago lo que es factible, hago lo que hace todo el mundo, soy un hombre como los demás, soy un hombre como vosotros. ¡Venga, si os digo que soy como vosotros!”
«Alemandas I y II»	
Aue describe su vida como miembro de una de las escuadras de asesinato de los Einsatzgruppen en Ucrania, concretamente en Crimea, y en el Cáucaso. Describe con detalle las masacres de judíos y bolcheviques tras las líneas del frente (una de las descritas es la de Babi Yar en Kiev, el 1941). A pesar de que parece que su indiferencia hacia las atrocidades que presencia va en aumento, comienza a experimentar vómitos diarios y sufre una crisis nerviosa. Al retornar de su baja por enfermedad, descubre que un oficial superior ha decidido transferirlo a Stalingrado el 1942.
«Courante»
Aue toma parte en los últimos días de la batalla de Stalingrado. Como antes, él es un soldado observador, el escritor del reportaje más que un combatiente. En medio del caos, violencia y hambre más absoluta, logra mantener una conversación con un comisario político ruso sobre las similitudes entre el nazismo y el punto de vista de los bolcheviques, dando pie a que el narrador vuelva a indicar su apoyo intelectual a la causa nazi. Aue es gravemente herido en la cabeza y evacuado de modo milagroso justo antes de la rendición alemana en febrero de 1943.
«Zarabanda»
Durante su convalecencia en Berlín, el mismo Heinrich Himmler le concede la Cruz de Hierro de 1a Clase por su heroica acción en Stalingrado. Aún en baja por enfermedad, decide visitar a su madre y su padrastro en Antibes, en la Francia ocupada por Italia. Según cuenta él mismo, ambos son brutalmente asesinados mientras él duerme profundamente. Aue se va de la casa sin dar noticia del crimen a nadie y vuelve a Berlín.
«Minueto (en rondós)»
Aue es transferido al Ministerio Federal del Interior comandado por Himmler, donde se ocupa de tareas relativas a la gestión y burocracia en los campos de concentración, luchando por mejorar las condiciones de vida de esos prisioneros seleccionados para trabajar en fábricas con el fin de aumentar la productividad. El lector se encuentra a los más altos burócratas nazis organizando la implantación de la Solución Final al “problema judío” (por ejemplo, Adolf Eichmann, Himmler o Rudolf Höß) y se da una visión del campo de concentración de Auschwitz. El protagonista también pasa un tiempo en Budapest en el momento en que se están realizando los preparativos para transportar judíos húngaros a Auschwitz. El lector es testigo de la guerra interna entre aquellos preocupados por la producción de la guerra, como el arquitecto Albert Speer, y aquellos que tratan endemoniadamente de implantar la Solución Final. Durante este período, dos policías de la Kripo, oficiales de las SS que investigan el asesinato de la madre y el padrastro de Aue comienzan a visitarlo de forma regular, atormentándolo con preguntas que no dejan lugar a dudas sobre la sospecha de la participación de Aue en el caso.
«Aire»
Aue visita la casa vacía de su hermana en Pomerania y se sume en sus fantasías eróticas con su hermana gemela. Los dos policías de la Kripo siguen su ruta hasta la casa, pero Aue se las arregla para esconderse de ellos.
«Giga»
El protagonista vuelve a Berlín entre las líneas del frente soviético con su amigo Thomas, que ha ido hasta Pomerania a rescatarlo. En la capital alemana se encuentra a una gran mayoría de sus compañeros preparándose para escapar en el caos de los últimos días del Tercer Reich. Conoce a Hitler en su búnker y es condecorado por el mismo Führer. Tras atacar a Hitler es encerrado en un calabozo del que consigue escapar y huye por los túneles subterráneos del U-Bahn de Berlín, donde vuelve a coincidir con los policías que lo persiguen por su posible implicación en el doble asesinato. Aunque el caso ha sido desestimado varias veces por el juez, los policías no son capaces de aceptar la derrota y se preparan para ejecutar a Aue. El ataque de un grupo de soldados rusos en los túneles acaba con la vida de uno de los policías y con Aue huido. En el zoo de Berlín se produce el último encuentro entre el protagonista y el segundo policía, pero Thomas, amigo de Aue, acaba con el policía y acto seguido Aue mata a Thomas y se queda con los papeles y el uniforme del trabajador francés por el que Thomas quería hacerse pasar para huir a Francia, a sabiendas de que su alto cargo en las SS habría sido suficiente para ser ejecutado cuando lo atraparan. Aunque no se explicita al final del relato, desde el principio de la novela el lector sabe que el multilingüismo de Aue le permitirá pasar la frontera francesa con su nueva identidad y vivir allí otra vida.

## Personajes principales

### Maximilian Aue
Es un exoficial de las SS nazis. El libro está escrito como sus memorias. La madre de Aue era de la Alsacia francesa y su padre, que los abandonó y desapareció de su vida en 1921 era alemán. La madre de Aue vuelve a casarse con un francés, Aristide Moreau, con el que Aue no llega a llevarse bien en ningún momento. Tras una niñez en Alemania y una adolescencia en Francia, donde asistirá al Instituto de Estudios Políticos de París, se desplaza a la universidad alemana para estudiar Derecho. Aue es un intelectual culto, con una buena educación y que ama la música clásica. Con un doctorado en Derecho, habla con fluidez alemán, francés, griego y latín. Es homosexual, lo que le acarreará serios problemas en la homófoba sociedad nazi.

### Familia de Aue

#### Una Aue/Frau von Üxkull
Es la hermana gemela de Aue que le provoca un incestuoso deseo. Está casada con Von Üxkull, y aunque aparece muy escasamente en persona, domina la imaginación de Aue, particularmente en lo que se refiere a las fantasías sexuales. Vive con su marido en Pomerania, pero un largo periodo de la novela aparece viviendo en Suiza con él. Como su marido, es crítica con el régimen nazi.

#### Berndt Von Üxküll
El marido de Una Aue es un terrateniente (Junker) parapléjico de Pomerania. Un veterano de la Primera Guerra Mundial que luchó junto al padre de los Aue en el Freikorps. Es un compositor que se ha mantenido a distancia de los nazis. Su nombre probablemente hace referencia a Nikolaus Graf von Üxkull-Gyllenband, un resistente antinazi, tío de von Stauffenberg.

#### Heloïse Aue/Heloïse Moreau
Es la madre de Aue que, creyendo que su primer marido había muerto, se volvió a casar, esta vez con Aristide Moreau. Max no ha aceptado la muerte de su padre y no ha perdonado a su madre por el segundo matrimonio.

#### Aristide Moreau
El padrastro de Max. Hay vagas referencias al hecho de que estuviera ligado con la Resistencia francesa. Moreau es también el nombre del “héroe” de La educación sentimental, de Flaubert, un libro que Aue lee más adelante en la novela. En francés, el nombre Aristide recuerda a ‘’Atrides’’, el nombre dado a los descendientes de Atreus. Uno de sus hijos es Agamenón, presente en la Orestíada.

#### Los gemelos Tristán y Orlando
Son dos misteriosos gemelos que viven con los Moreau, pero que probablemente sean el resultado de la relación incestuosa entre Max y su hermana Una. El poema épico Orlando Furioso está marcado por un tema de amor y locura, mientras que la leyenda de Tristán e Isolda narra la historia de un amor imposible, dos temas que pueden ser encontrados en Las benévolas.

### Otros personajes de ficción

#### Thomas Hauser
Thomas es el mejor amigo de Max y la única persona con la que Max coincide en todas sus destinaciones. Como oficial de las SS es la principal fuente información acerca de la burocracia nazi para Max. Ayuda a Aue de innumerables maneras, tanto ayudándolo en la carrera profesional como rescatándolo de la casa de su hermana en Pomerania. Salva la vida del protagonista al final de la novela antes de ser asesinado por este.

#### Hèlene Anders, nacida Winnefeld
Una joven viuda que Aue conoce en la piscina de Berlín. Cuando él se encuentra seriamente enfermo, ella acude al apartamento y lo cuida hasta que se recupera. Mientras que en ella aumenta su interés en él, Aue evita cualquier tipo de contacto físico con ella. La joven abandona Berlín y escribe a Max preguntándole si tiene intención de casarse con ella. No vuelve a aparecer de nuevo. En la mitología griega, Helena se casa con Menelao, hermano de Agamenón.

#### Doctor Mandelbrod
El misterioso doctor Mandelbrod juega un papel importante como protector y promotor de Aue, gracias a sus conexiones con los altos cargos del partido nazi, en particular con Himmler. Fue un admirador del padre y del abuelo de Max. Al final del libro el lector lo ve ofreciendo sus servicios a los soviéticos.

#### Oficiales Weser y Clemens, policías de las SS
Son los dos detectives de la Kripo encargados de la investigación del doble asesinato de Hèlene y Aristide, y siguen e interrogan a Aue como si fuera sospechoso de haberlo cometido. Juegan el papel de las Erinias en la novela.

#### Dr. Hohenegg
Un amigo del protagonista. Se trata de un doctor interesado en la nutrición y en las condiciones de los soldados y los presos en los campos de concentración. Aue lo conoce en Ucrania durante la ofensiva Nazi contra la Unión Soviética. Los dos toman parte en la Batalla de Stalingrado y logran huir de la muerte. Aue vuelve a encontrarse con él después de su vuelta a Berlín.

### Personajes históricos
- Líderes nazis: Adolf Eichmann, Hans Frank, Reinhard Heydrich, Heinrich Himmler, Adolf Hitler, Rudolf Höß, Albert Speer, Ernst Kaltenbrunner, Walter Schellenberg, Theodor Oberländer.
- Colaboradores y simpatizantes nazis franceses: Robert Brasillach, Lucien Rebatet.
- Otros personajes históricos: Richard Baer, Paul Blobel, Hermann Fegelein, Odilo Globocnik, Arthur Liebehenschel, Josef Mengele, Arthur Nebe, Theodor Oberländer, Otto Ohlendorf, Otto Rasch, Franz Six, Eduard Wirths, Dieter Wisliceny, Werner Best.
- Autores contemporáneos que no guardan relación con Aue: Ernst Jünger, Charles Maurras, Louis-Ferdinand Céline, Paul Carell..
- Historiadores citados por Aue: Alan Bullock, Raul Hilberg, Hugh Trevor-Roper.